# Otting (Adelsgeschlecht)

Wappen derer von Otting

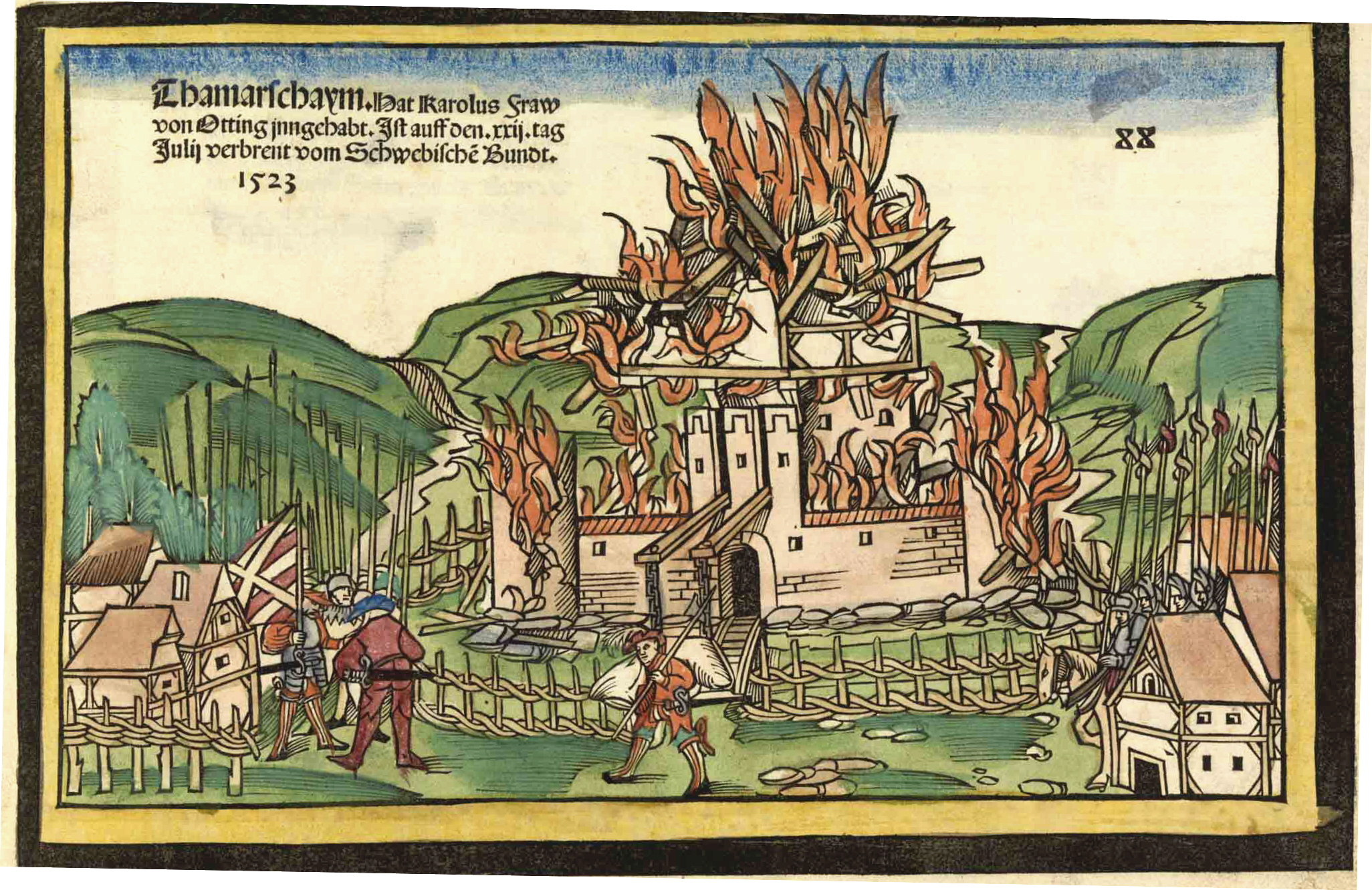
Zerstörung der Wasserburg Tagmersheim 1523

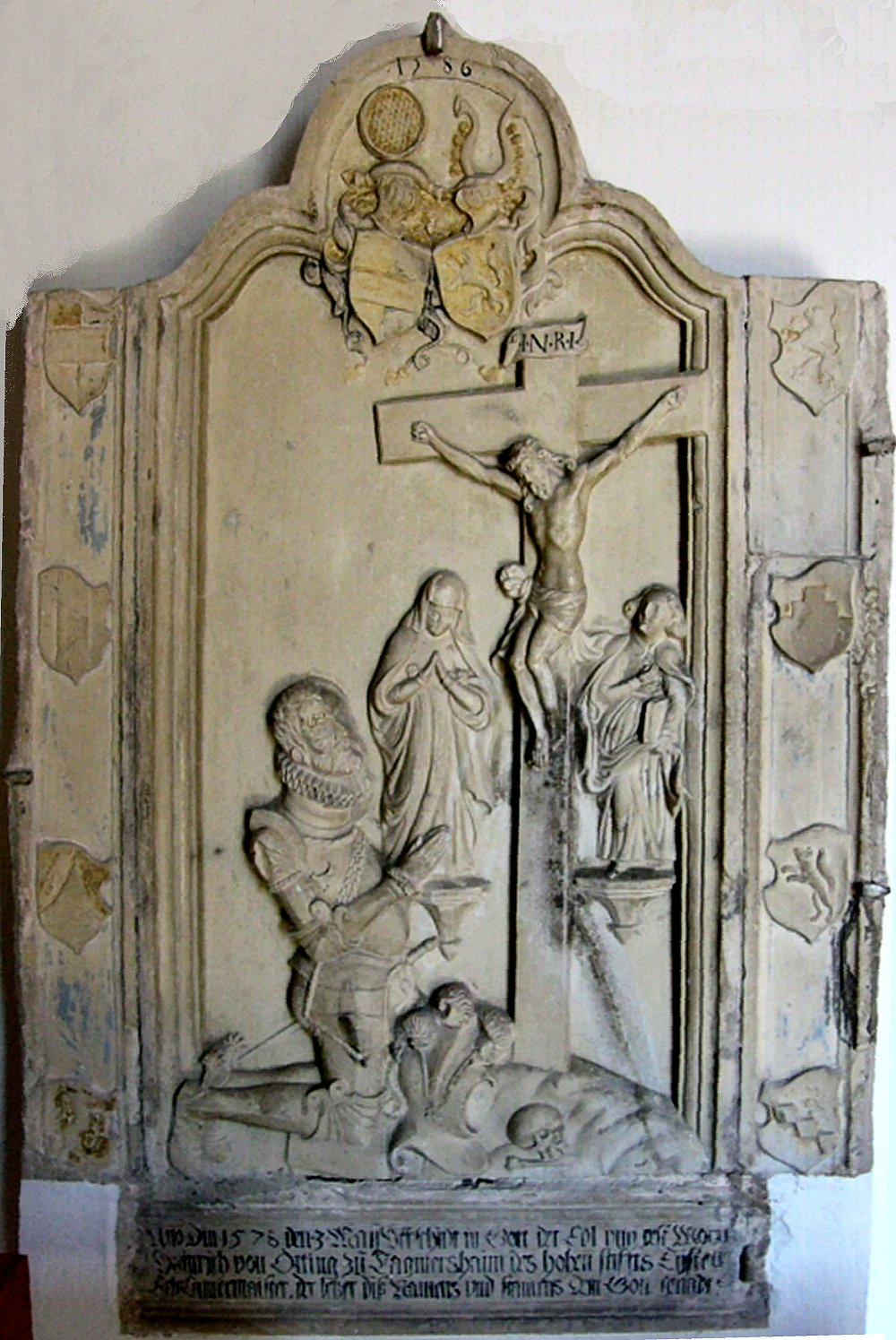
Epitaph des Moritz Heinrich von Otting in der Pfarrkirche St. Jakobus in Tagmersheim

Otting ist der Name eines ausgestorbenen süddeutschen Ortsadelsgeschlechts und einer gräflichen Seitenlinie der Wittelsbacher.

## Ursprung in Otting
Die Familie von Otting ist benannt nach Otting, heute eine Gemeinde im schwäbischen Landkreis Donau-Ries. Sie ist dort seit 1245 nachweisbar. Die Ritter von Otting waren Ministerialen der Grafen von Graisbach. Auch bekleidete das Geschlecht derer von Otting die Erbkämmerer-Würde des Bistums Eichstätt.

## Wasserburg Tagmersheim
Seit etwa 1300 erscheinen die Ottinger auch als Herren zu Tagmersheim, wo sie sich die neue Wasserburg Tagmersheim bauten. Ihre Stammburg Otting verkauften sie um 1570 an die Ritter von Wemding. Der wildeste Spross des Rittergeschlechts war Eucharius von Otting († 1520), der in der Zeit des Verfalls des Rittertums als gefürchteter Raubritter und Haudegen der Schrecken aller war. Zu seinen Schlupfwinkeln gehörten die 1523 vom Schwäbischen Bund zerstörten Burgen Tagmersheim und Emskeim. Das Ottinger Adelsgeschlecht starb 1578 mit Moritz Heinrich von Otting, gesessen zu Tagmersheim, aus.

## Wappen
Ein Wappensiegel des Kunrad von Otting aus dem Jahr 1578 zeigt den Heroldsschild der Herren von Otting: der Schild gespalten in Silber und Schwarz und mit einem schmalen goldenen Balken belegt.

Wappen von Otting
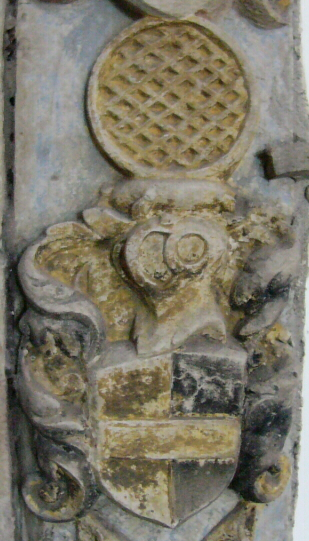
Wappen auf einem Epitaph in der Pfarrkirche St. Jakobus in Tagmersheim
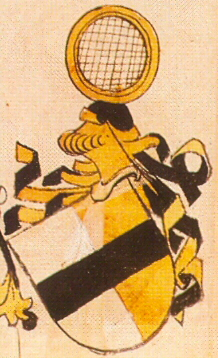
Wappen im Ingeram-Codex

## Persönlichkeiten
- Heinrich von Otting, Komtur von Öttingen (1270–1288)[3]

## Grafen von Otting und Fünfstetten
Name und Wappen wurden wiederbelebt, als am 16. Juli 1817 Friedrich, Halbbruder des ersten bayerischen Königs, für sich und alle seine Nachkommen den Namen und die Würde eines Grafen von Otting und Fünfstetten unter Beilegung des leicht geänderten Wappens der erloschenen Familie von Otting erhielt.
Das Wappen der Grafen von Otting und Fünfstetten ist silbern-schwarz geviert und mit einem goldenen Balken belegt, in den silbernen Plätzen jeweils ein schrägrechtsgelegtes, silbernes, golden gegrifftes Schwert, das auf der Klinge mit dem schwarzen Majuskel-Schriftzug "HIC SOL MEUS" (hier ist meine Sonne) belegt ist, auf dem gekrönten Helm auf einem goldenen, golden bequasteten Kissen ein aufrechtes, silbernes Sieb. Dieses Wappen wurde aufgegriffen, weil die neue Familie der Grafen von Otting und Fünfstetten bedeutenden Grundbesitz und die Patrimonialgerichtsbarkeit im Ort innehatte, und dabei nur leicht verändert: Aus der Spaltung wurde eine Vierung, und die beiden Schwerter kamen als Anerkennung besonderer militärischer Verdienste hinzu; die Helmzier wurde unter Variation der Farben beibehalten. 

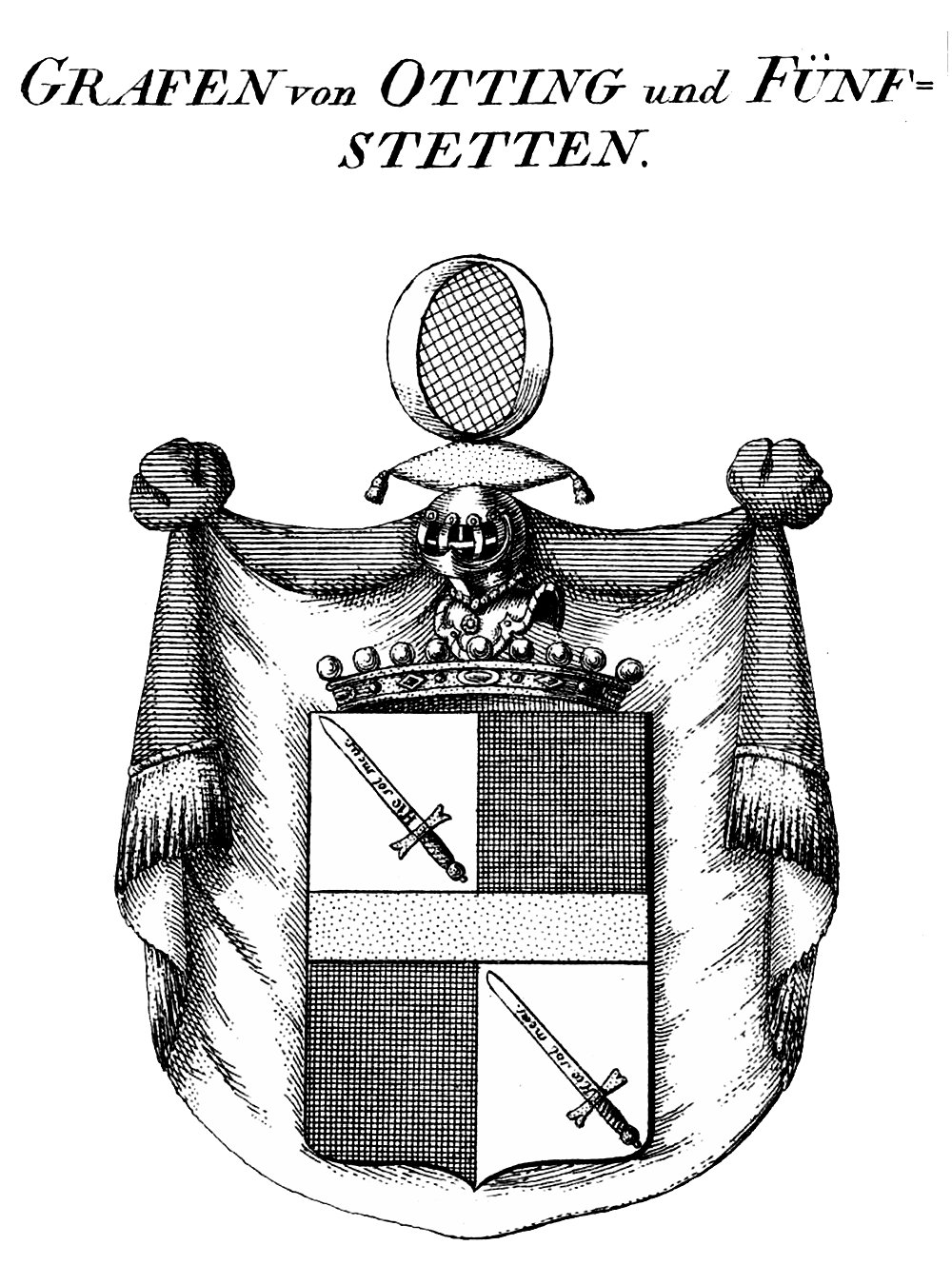
Wappen der Grafen von Otting und Fünfstetten
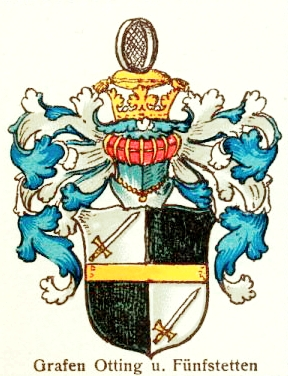
Wappen Grafen von Otting und Fünfstetten, Schwerter und Decken nicht korrekt